# Algarheim
Algarheim est une localité du comté d'Akershus, en Norvège. En 2005, sa population était de 371 habitants.